# 777 〜We can sing a song!〜
「777 〜We can sing a song!〜」（トリプルセブン 〜ウィー キャン シング ア ソング〜）は、AAAの33枚目のシングル。2012年7月25日にavex traxから発売された。

## 概要
- 前作「Still Love You」から約2ヶ月半ぶりの発売となる。
- ジャケットA、B、mu-moショップ限定盤の3形態で発売。
- カップリング曲「Birthday song」は、曲名通りAAAとしては初のバースデーソング[1]。
- 2012年8月22日発売の7thアルバム『777 〜TRIPLE SEVEN〜』（トリプルセブン）の表題曲であり3曲目に収録されている。
- デビュー7周年記念スペシャル企画「TRIPLE7キャンペーン」応募できる応募券(シリアルナンバー)が初回盤の全ジャケットに封入された。通常盤には封入されない。封入されている作品は、32ndシングル「Still Love You」、33rdシングル「777 〜We can sing a song!〜」、7thアルバム「777 〜TRIPLE SEVEN〜」の3作品である。
- 7人で、7年目の、7月に発売のシングルという意味がこの「777」に込められている。
- PVのロケ地はグアムで、冒頭以外はメンバー全員のカットで撮影された。
- USENでは、8月15日付け「USEN J-POP 総合チャート」(ウィークリー)で1位、「2012 USEN J-POP 年間総合ランキング」で11位、「2012 USEN J-POP/洋楽 年間総合ランキング」で30位を獲得した。
- 第54回日本レコード大賞「優秀作品賞」受賞曲である。
- 第63回NHK紅白歌合戦で披露された曲である。

## 収録内容

### ジャケットA
CD
1. 777 〜We can sing a song!〜 [5:01]
(作詞：leonn / Rap詞：Mitsuhiro Hidaka / 作曲：Hirofumi Hibino / 編曲：BLUE☆BiRDS / ブラスセクションアレンジ：YOKAN)
2. Birthday song [3:58]
(作詞：Kenn Kato / 作曲：Jam9, ArmySlick / 編曲：Sin)
3. 777 〜We can sing a song!〜 (Instrumental) [5:01]
4. Birthday song (Instrumental) [3:54]

DVD
1. 777 〜We can sing a song!〜 (Music Clip)
2. 777 〜We can sing a song!〜 (Music Clip Making ビーチ編)

### ジャケットB
CD
1. 777 〜We can sing a song!〜 (5:01)
2. Birthday song (3:58)
3. 777 〜We can sing a song!〜 (Instrumental)(5:01)
4. Birthday song (Instrumental)(3:54)

### mu-moショップ限定盤
CD
1. 777 〜We can sing a song!〜
2. Birthday song
3. Think about AAA 6th Anniversary〜season 21〜